# Wilhelm Sasnal
Wilhelm Tomasz Sasnal (ur. 29 grudnia 1972 w Tarnowie) – polski malarz i autor filmów.

## Życiorys

### Wykształcenie
Ukończył Zespół Szkół Technicznych w Tarnowie. W latach 1992–1994 studiował na Wydziale Architektury Politechniki Krakowskiej im. Tadeusza Kościuszki, przeniósł się jednak na Wydział Malarstwa Akademii Sztuk Pięknych im. Jana Matejki w Krakowie, gdzie w 1999 uzyskał dyplom w pracowni prof. Leszka Misiaka.

### Działalność artystyczna

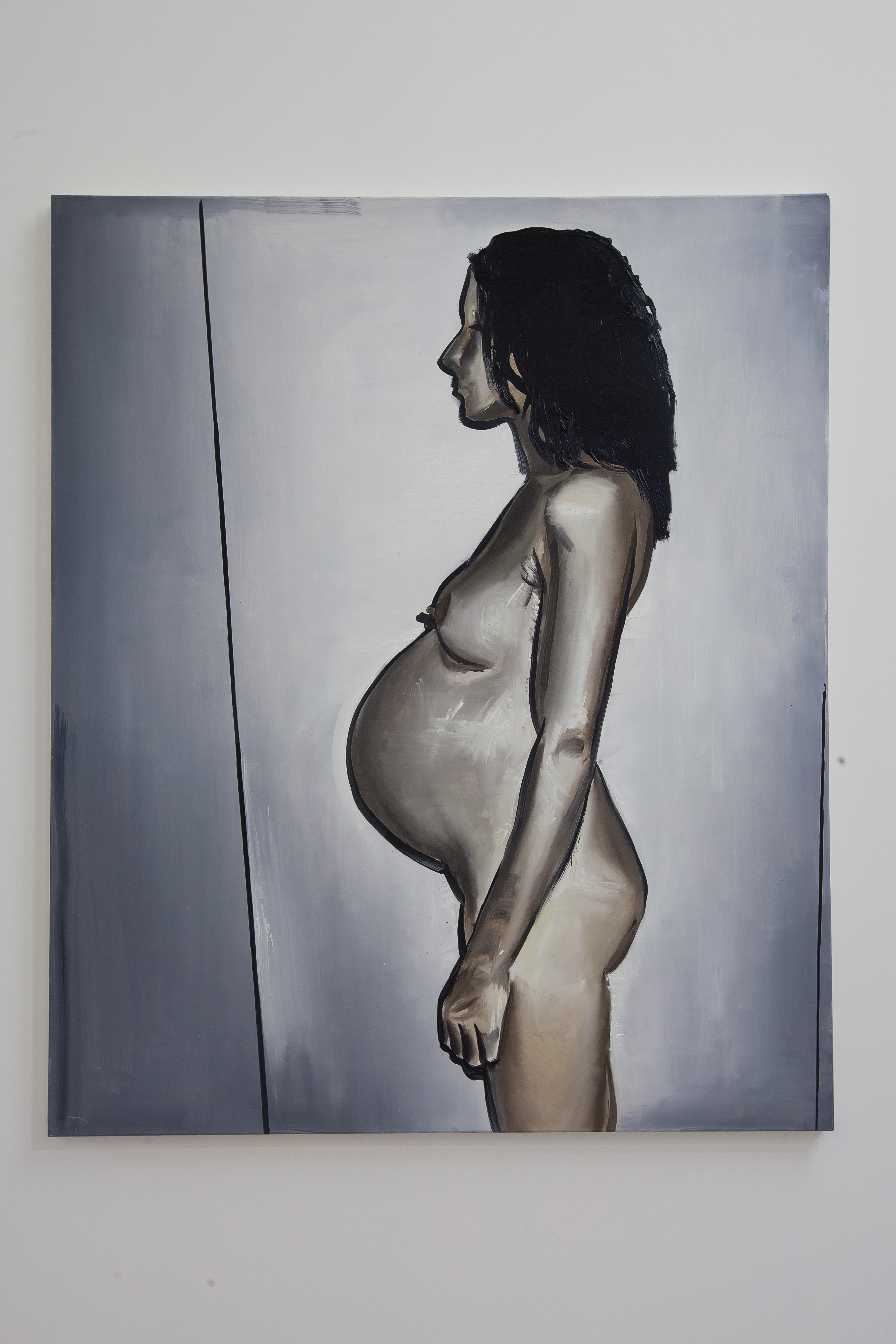
Anka, 2010. Obraz w kolekcji Muzeum Sztuki Nowoczesnej w Warszawie

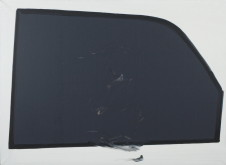
Kacper, 2010. Obraz w kolekcji Zachęty – Narodowej Galerii Sztuki

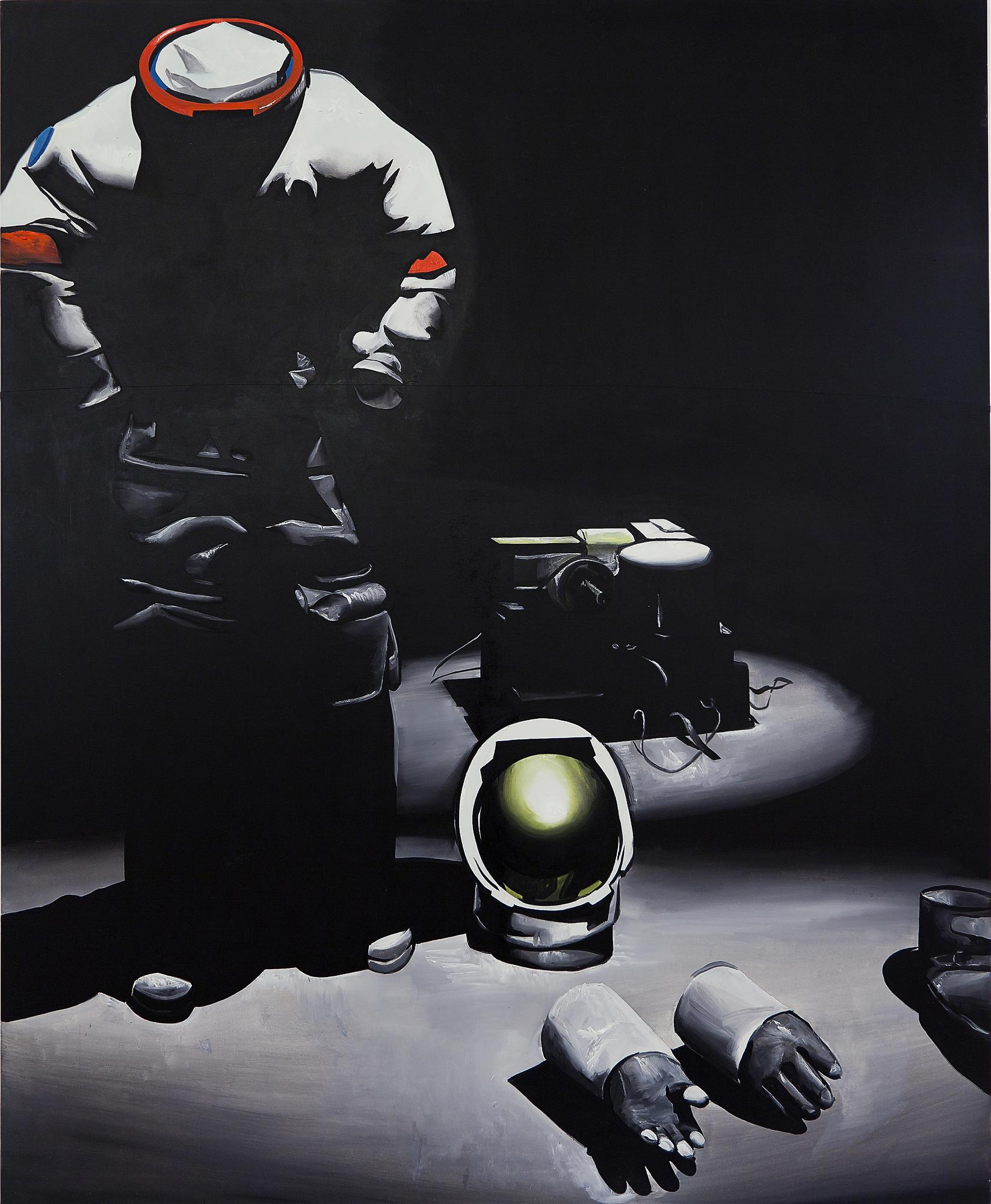
Astronauta, 2011. Obraz w kolekcji Muzeum Sztuki Nowoczesnej w Warszawie

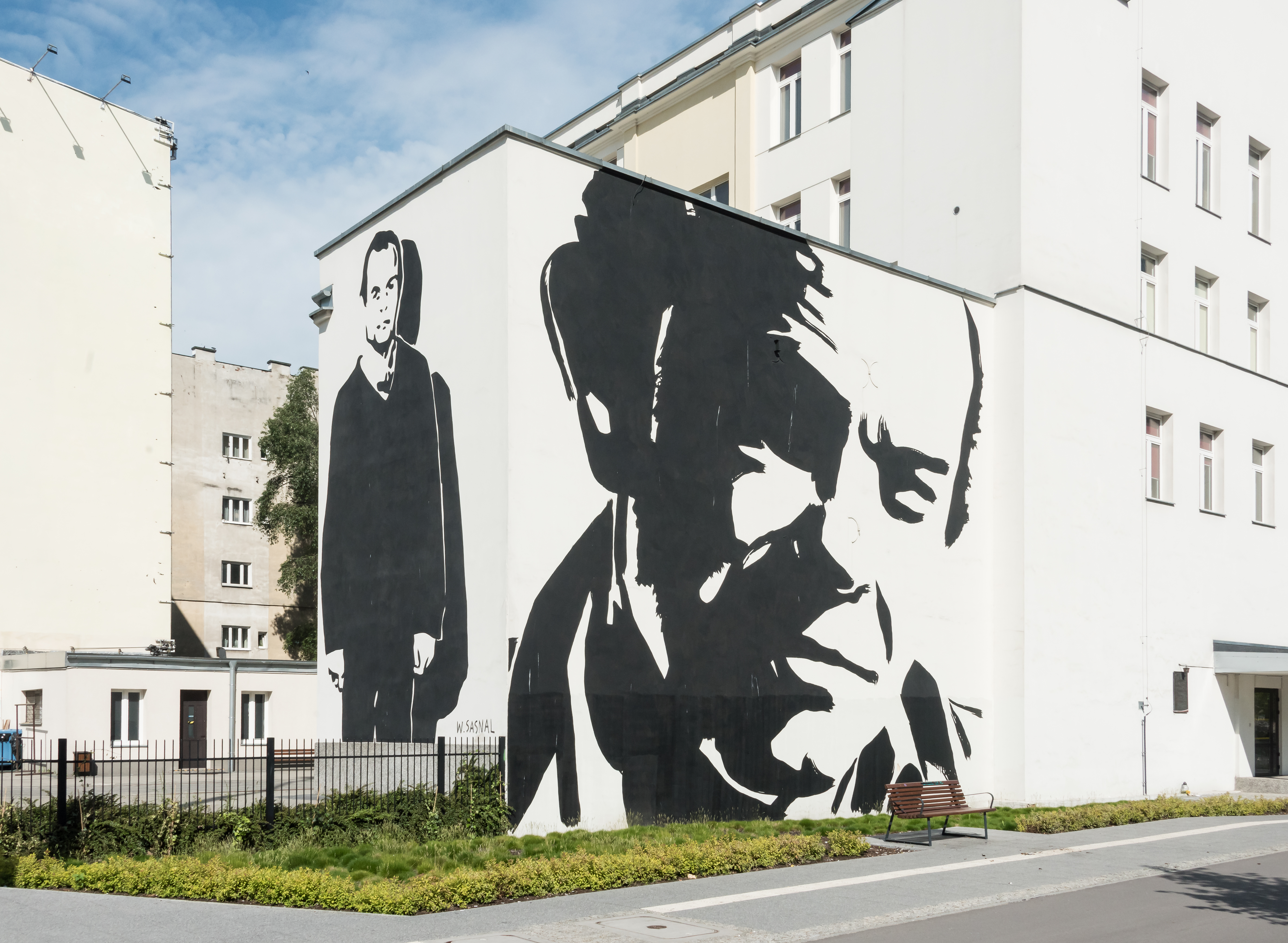
Mural upamiętniający Jacka Kuronia w Warszawie, 2020

W latach 1996–2001 współtworzył grupę Ładnie (razem z modelem Józefem Tomczykiem oraz Rafałem Bujnowskim i Marcin Maciejowskim). Jego malarstwo stanowi głos pokolenia lat 70., dorastającego w okresie transformacji systemu politycznego. Bywa społecznie zaangażowane, krytykuje przejawy kultury masowej za pomocą pastiszu jej sposobów obrazowania. Jednym z głównych motywów twórczości jest życie codzienne, przenikanie się sfer prywatnej i publicznej. Tworzy portrety oraz pejzaże (Mościce I i II, 2005, Kraków-Warszawa, 2006), które cechuje dążenie do uchwycenia esencji poprzez syntezę, skrót, wyabstrahowanie form. Często odnosi się do historycznych postaci i wydarzeń (Wyszyński, 2005).
Istotnym źródłem inspiracji oraz motywem jest muzyka – artysta tworzy krótkometrażowe filmy inspirowane piosenkami swoich ulubionych zespołów punkowych, namalował plakat na 11. Wielkanocny Festiwal Ludwiga van Beethovena (2007), przedstawia na płótnach poszczególne instrumenty (Perkusja 1, 2005), sprzęt grający (Hiena, 2008), okładki istniejących płyt (Def Jam, 2006) czy sceny z koncertów. Fascynują go również komiksy: w 2001 wydał książkę Życie codzienne w Polsce w latach 1999–2001, w której ukazał sceny z życia jego najbliższego otoczenia, ilustrował tygodnik „Przekrój” oraz tworzył czarno-białe obrazy wyobrażające tła ze słynnego komiksu Maus Arta Spiegelmana. 4 lipca 2007 mural jego autorstwa wzbogacił Mur Sztuki w Ogrodzie Różanym w Muzeum Powstania Warszawskiego.
Wpływ na formalną warstwę jego malarstwa wywarły takie kierunki, jak fotorealizm, pop-art, abstrakcja, minimalizm, malarstwo gestu, surrealizm czy kubizm. Prócz malarstwa, tworzy filmy używając kamery 8 mm: teledyski, symulacje wypadków i pożary, ostatni lot Concorde’a czy sceny z życia ulicy (Paryża czy Brazylii). Pobyt rezydencjalny w Fundacji Chinati w Marfie (Teksas, USA) w 2005 zaowocował realizacją filmów m.in. o cmentarzysku samolotów.
Współpracuje z warszawską Fundacją Galerii Foksal, Galerią Raster oraz z Krytyką Polityczną oraz antyrasistowskim Stowarzyszeniem Nigdy Więcej. Brał udział w wielu wystawach indywidualnych i zbiorowych, jego prace znajdują się m.in. w zbiorach Centrum Sztuki Współczesnej Zamek Ujazdowski, Muzeum Sztuki Nowoczesnej w Warszawie, Muzeum Historii Żydów Polskich Polin, Galerii Saatchi, Tate Modern w Londynie, Centrum Pompidou w Paryżu, Museum of Modern Art w Nowym Jorku, Muzeum Guggenheima oraz Kunsthaus w Zurychu.
W 2008 jego obraz „Palące dziewczyny”  zostały wylicytowane za 465 tys. dolarów w domu aukcyjnym Philips de Pury w Londynie.
W 2009 – z powodu ówczesnego prezesa TVP, Piotra Farfała – zbojkotował rozdanie Gwarancji Kultury, nagród przyznawanych przez TVP Kultura. Stwierdził wówczas: Brzydzę się ludźmi, którzy dyskryminują innych ze względu na orientację seksualną, pochodzenie czy kolor skóry. Brzydzę się kimś, kto nie brzydzi się faszyzmem – to dla mnie pryncypialne.
W 2019 odmówił przyjęcia Nagrody im. Jana Cybisa.
W 2020 namalował mural na ulicy Złotej 58 w Warszawie pamięci Jacka Kuronia.
W 2022 tygodnik "Polityka" uznał jego obraz "Samoloty" (1999) za jedno z dziesięciu najważniejszych dzieł sztuki ostatniego trzydziestolecia.

## Życie prywatne
Jego żoną jest reżyserka filmowa Anna Sasnal (ur. 1973), z którą wspólnie tworzy filmy. Mają dwoje dzieci: Kacpra i Ritę.
Brat Patrycji Sasnal arabistki i politolożki.

## Nagrody i wyróżnienia
- 1999 – laureat Grand Prix 34. Ogólnopolskiego Konkursu Malarstwa „Bielska Jesień”, Galeria Bielska BWA
- 2006 – pierwsze miejsce na liście 100 najważniejszych młodych artystów świata magazynu sztuki współczesnej „Flash Art”
- 16 listopada 2006 – europejska nagroda sztuki współczesnej im. Vincenta van Gogha (The Vincent Award) przyznawana przez Stedelijk Museum w Amsterdamie
- 2014 – Krzyż Kawalerski Orderu Odrodzenia Polski[16]
- 2022  – Paszport „Polityki” w kategorii Kreator Kultury[17]

## Wystawy

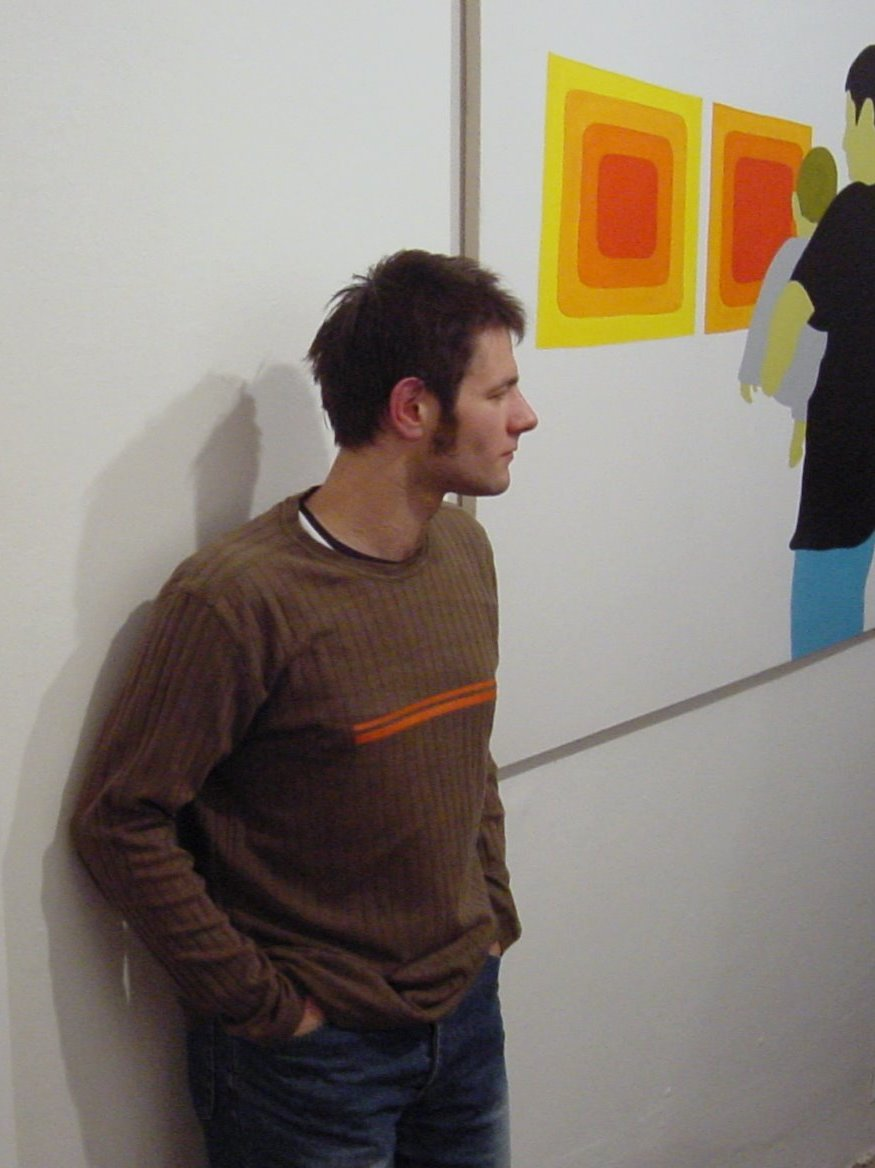
Wilhelm Sasnal w Galerii Raster, Warszawa, 2001

- 2021 – Taki pejzaż, Muzeum Historii Żydów Polskich Polin, Warszawa[18]
- 2017 – Wilhelm Sasnal, Fundacja Galerii Foksal, Warszawa[19]
- 2012 – Ojciec, Fundacja Galerii Foksal, Warszawa[20]
- 2011 – Wilhelm Sasnal, Galeria Whitechapel(inne języki), Londyn[21]
- 2009 – Wilhelm Sasnal, Hauser & Wirth, Zürich[22]
- 2007 – Wilhelm Sasnal. Lata walki / Years of Struggle, Zachęta Narodowa Galeria Sztuki, Warszawa[23]; Galleria Civica di Arte Contemporanea, Trento
- 2007 – Boredom, Johnen Galerie, Berlin
- 2007 – What is Painting?, Museum of Modern Art, New York
- 2007 – Airs de Paris, Centre Pompidou, Paris
- 2006 – W samym centrum uwagi (10): Wilhelm Sasnal – USA, CSW Zamek Ujazdowski, Warszawa
- 2005 – The Triumph of Painting. Part Two, Saatchi Gallery, London
- 2001 – Popelita, Bunkier Sztuki, Kraków
- 2001 – Życie codzienne w Polsce w latach 1999–2001/Everyday Life in Poland between 1999 and 2001, Galeria Raster, Warszawa
- 2001 – Samochody i ludzie, Fundacja Galerii Foksal, Warszawa
- 1999 – Wilhelm Sasnal. Malarstwo, Centrum Sztuki Współczesnej Zamek Ujazdowski, Warszawa[24]

## Filmografia
- Słońce, to słońce mnie oślepiło (2016)
- Aleksander (2013)
- Huba (2013)
- Z daleka widok jest piękny (2011)
- Opad (2010)
- Świniopas (2008)